# 론도갈라고
론도갈라고(Paragalago rondoensis)는 갈라고과에 속하는 영장류의 하나이다. 론도부시베이비라고도 부른다. 탄자니아에서 발견된다. 서식지 감소로 멸종 위기에 놓여 있다.